# Capilla de Nuestro Señor Jesús de Bom Fim

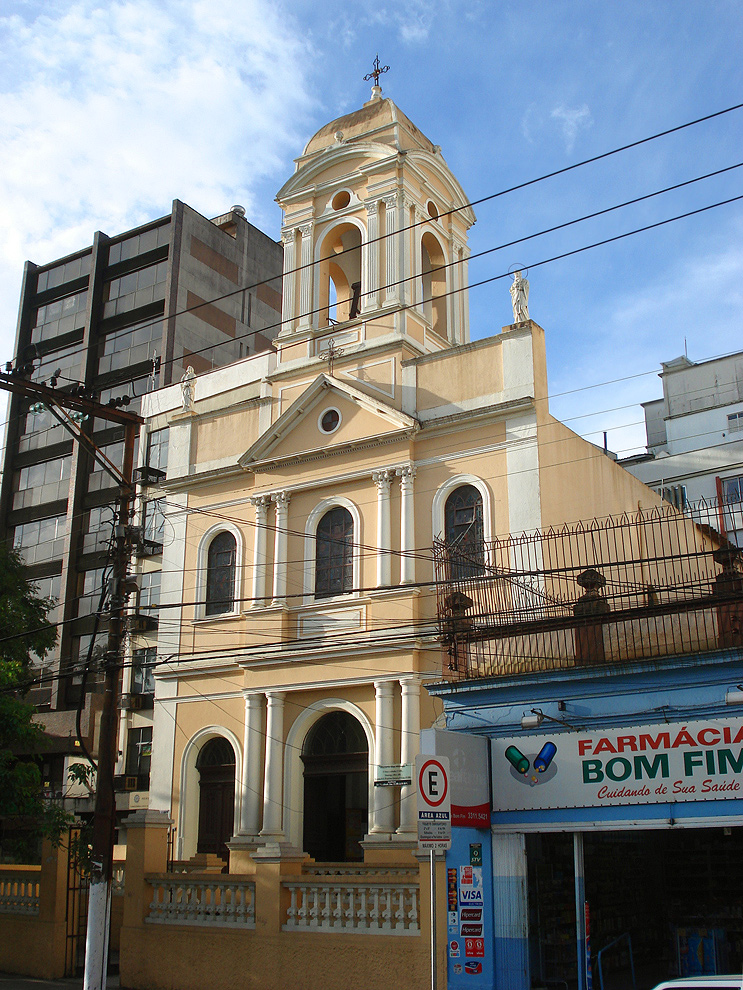
Capilla del Bonfim.

La Capilla de Nuestro Señor Jesús de Bom Fim (en portugués Capela Nosso Senhor Jesus do Bom Fim) es una pequeña capilla católica localizada en la Avenida Osvaldo Aranha, en el barrio Bom Fim, en Porto Alegre.

## Localización
El área donde hoy se encuentra la capilla era inicialmente una gran estancia propiedad de Antônio de Silva Pereira, que fue vendida al esclavo Garcia de Souza, que de ella hizo un gran maizal por el año 1777. En esta época ya era conocida como Várzea. Por allí fue abierta una carretera, llamada de Carretera del Medio o Camino del Medio, cambiando de nombre luego por el de Avenida Bom Fim, que actualmente es la Avenida Osvaldo Aranha, donde se encuentra localizada la capilla a la altura del n° 462.

## Construcción del edificio

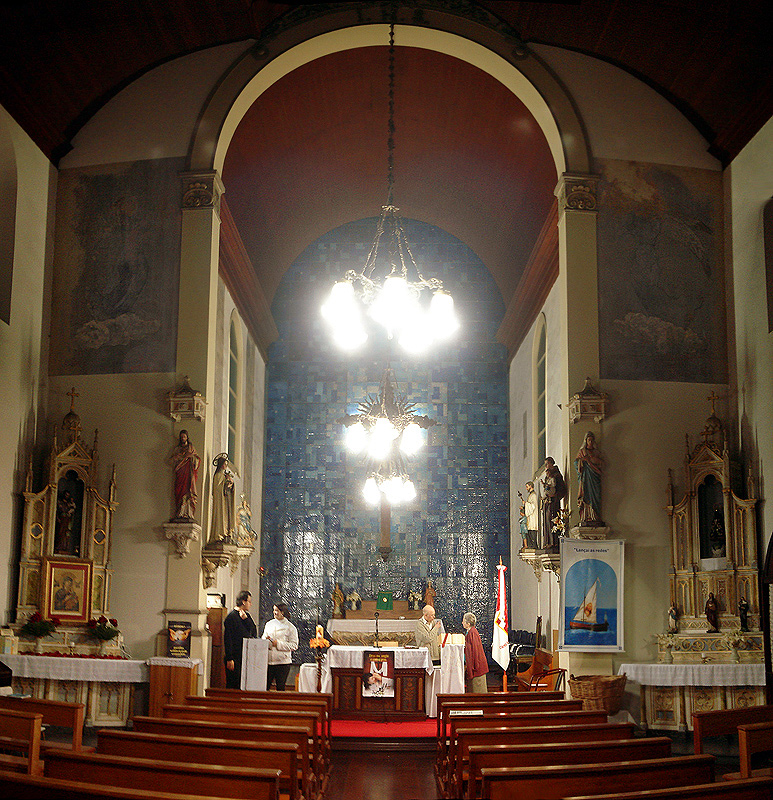
Nave única de la capilla.

La primera donación se realizó en 1865: 100 mil réis de José Joaquim Mariante, para que las obras se iniciaran. En 1886, Feliciana Alexandrina de Silva Cámara donó un terreno frente a la Várzea para la construcción del templo, cuya edificación fue autorizada el 16 de noviembre. 
Las obras no comenzaron inmediatamente, sólo fue construido un mástil en el lugar, el 20 de enero de 1867. La piedra fundamental fue colocada el 30 de mayo de ese año. La capilla sería inaugurada recién en 1883, en virtud de la escasez de fondos. La bendición solemne fue dada el 1 de septiembre de ese año. Pero la construcción no estaba completa para su inauguración. Mejorías, reformas y ampliaciones continuaron realizándose hasta por lo menos el año 1913.
La capilla es de estilo ecléctico. La entrada se da por un portón de hierro ladeado de balaustrada. Cuenta con una pequeña nave única, con un coro con gradil de hierro trabajado, diversas peanas con imágenes de santos de valor estético e histórico variado, siendo algunas de gran belleza y otras más elementales, dos altares laterales de talle neogótico, y un ábise con tribunas, un altar de fondo rococó y un extraordinario crucifijo misionero.